# Ilex odorata
Ilex odorata är en järneksväxtart som beskrevs av Buch.-ham. och David Don. Ilex odorata ingår i släktet järnekar, och familjen järneksväxter. Inga underarter finns listade i Catalogue of Life.